# Huxley (cráter)

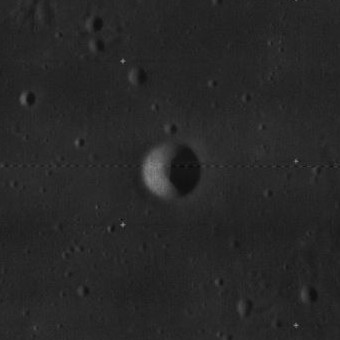
Fotografía de la misión Lunar Orbiter 4 (1967)

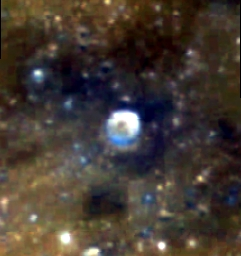
Fotografía de la misión Clementine (1994)

Huxley es un pequeño cráter de impacto lunar ubicado en la entrada oriental de Mare Imbrium, justo al norte de los Montes Apenninus. Al sureste de este sistema montañoso se encuentra Mons Ampère. Este cráter fue previamente identificado como Wallace B antes de ser renombrado por la UAI. El cráter Wallace se haya hacia el oeste.
|  |